# Agamospermie
Agamospermie  se referă la un proces de reproducere asexuată (apoximie, fără intervenția uniunii gameților), în urma căruia apar embrioni identici din punct de vedere genetic cu părintele (clone).